# Gwen Ffrangcon-Davies
Dame Gwen Lucy Ffrangcon-Davies, (25 janvier 1891- 27 janvier 1992) est une actrice britannique connue pour ses 80 ans de carrière sur scène. 

## Biographie

### Vie privée
Ffrangcon-Davies naît à Londres le 25 janvier 1891 dans une famille galloise dont le nom « Ffrangcon » provient d'une vallée de Snowdonia. Son père est le baryton d'opéra David Ffrangcon-Davies (né David Thomas Davies) et Annie Francis Rayner. 
Elle est lesbienne et, pendant de nombreuses années, sa partenaire est l'actrice sud-africaine Marda Vanne, jusqu'à la mort de cette dernière en 1970,. Elles se produisent ensemble en Afrique du Sud durant la guerre, entre 1940 et 1946 avant de revenir en Angleterre. Elle vit de nombreuses années dans le village de Stambourne, Essex où elle est enterrée à St Peter & St Thomas’ Church. Ffrangcon-Davies meurt en 1992, deux jours après son 101e anniversaire.

### Carrière théâtrale
Ffrangcon-Davies dit avoir assisté la première fois à une représentation d'Hamlet lorsqu'elle a dix ou onze ans et qu'elle en a été fortement impressionnée. Elle fait ses débuts sur scène en 1911, comme choriste et actrice dans le rôle d'une fée dans Le Songe d'une nuit d'été. Elle est encouragée dans sa carrière par Ellen Terry, sa marraine. Dès 1921, avec la Birmingham Repertory Company, elle joue les premiers rôles. Elle crée le personnage d'Eve dans Back to Methuselah, de George Bernard Shaw. Elle enchaîne ensuite les rôles d'héroïnes dans de multiples pièces de William Shakespeare. En 1924 notamment, elle joue Juliette face à John Gielgud, célèbre acteur shakespearien, dans le personnage de Roméo. Il apprécie son caractère et son talent et inaugure une relation artistique qui dure un demi-siècle,. Gielgud l'enrôle pour la reine Anne dans Richard de Bordeaux, d'Elizabeth MacKintosh en 1934. En 1925, elle interprète Tess dans une version scénique de Tess d'Urberville, de Thomas Hardy.
En 1938, Ffrangcon-Davies apparaît avec Ivor Novello dans une production de Henry V à Drury Lane. Plus tard la même année, elle est Mrs. Manningham dans la première production de Gaslight de Patrick Hamilton. Elle joue Lady Macbeth pendant presque une année entière en 1942 face à Macbeth interprété par John Gielgud. Elle remporte le prix Evening Standard Theatre en 1958 pour sa performance dans le rôle de Mary Tyrone dans Le long Voyage vers la nuit. Pendant sa carrière, elle joue aux côtés de John Gielgud, Laurence Olivier, Peggy Ashcroft, Edith Evans et Peter Hall notamment.
Ffrangcon-Davies apparaît une dernière fois sur scène dans Oncle Vania, d'Anton Tchekhov, en 1970.

### Radio, télévision, cinéma
Ffrangcon-Davies se retire de la scène théâtrale mais continue à se produire à la radio et à la télévision. Dans l'une de ses apparitions, diffusée le jour de Noël 1990, un mois avant son 99e anniversaire, elle participe à l'émission de radio de la BBC, With Great Pleasure, dans laquelle les stars choisissent leurs lectures préférées. Elle choisit The Kingdom of God, de Francis Thompson, lu par Alec McCowen ; un passage du Marchand de Venise, lu par elle-même, avec Anna Massey et Alec McCowen ; These I Have Loved, de Rupert Brooke, lu par Anna Massey et une partie des Sept Piliers de la Sagesse, de TE Lawrence, lu par Alec McCowen. Certaines de ces lectures figurent dans le livre audio de 1992 With Great Pleasure. Dans les années 1980, alors qu'elle a plus de 90 ans, elle apparaît dans le Wogan talk show, dans laquelle elle récite, mot pour mot, la célèbre scène de la mort de Juliette. Elle fait sa dernière apparition d'actrice dans une fiction de télévision d'une nouvelle de Sherlock Holmes Charles Auguste Milverton, à l'âge de 100 ans. Ses films incluent Pacte avec le Diable (1966) et Les Vierges de Satan (1968), tous deux pour Hammer Films,,.
Elle participe à deux programmes de Desert Island Discs de BBC Radio 4 ; l'un a été diffusé le 8 octobre 1962 et l'autre le 1er septembre 1989,.  

### Honneur et distinction
Ffrangcon-Davies est l'une des membres fondatrices de la Royal Shakespeare Company qu'elle rejoint pour sa première saison à Londres en 1961.
Elle est nommée Dame Commandeur de l'Ordre de l'Empire britannique en 1991, à l'âge de 100 ans. Ce sera la première doyenne nommée à cet honneur jusqu'à ce qu'Olivia de Havilland reçoive sa Dame en 2017,.  

## Filmographie choisie
| Année | Titre                | Rôle           | Remarques   |
| ----- | -------------------- | -------------- | ----------- |
| 1936  | Marie Tudor          | Marie Tudor    |             |
| 1940  | Busman's Honeymoon   | Femme          | Non crédité |
| 1956  | Paul Krüger          | Reine Victoria | [ 21 ]      |
| 1966  | Pacte avec le Diable | Grannie Rigg   |             |
| 1968  | Les Vierges de Satan | La Comtesse    |             |
| 1970  | Léo le dernier       | Hilda          |             |

## Sources
- (en) Ann Eljenholm Nichols, Forever Juliet: The Life and Letters of Gwen Ffrangcon-Davies 1891-1992, by Martial Rose, vol. 37, coll. « Comparative Drama / 4 » (lire en ligne)
- (en) Helen Grime, Gwen Ffrangcon-Davies : twentieth-century actress, London, Routledge, 2015 (ISBN 9781317320944)